# I. Hetum örmény király
I. Hetum (1215 – 1270. október 28.) örményül: Հեթում Ա, Örményország királya Kilikiában (Kis-Örményország). A Szaven-Pahlavuni-dinasztia első uralkodója.

## Élete

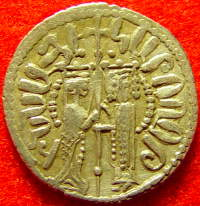
I. Izabella második férjével I. Hetummal egy pénzérmén

Konstantin örményországi régensnek, Barbaron és Partzerpert urának, a Nagy Bárónak és a második feleségének, Lamproni Aliznak a fia. Apja I. Leó örmény király elsőfokú unokatestvére volt, aki 1220-ban, Baghraszi Ádám meggyilkolása utána lett Örményország régense I. Izabella királynő kiskorúsága idejére. A királynő első férjének, Antiochiai Fülöpnek a meggyilkolása (1225) után Konstantin 1226-ban feleségül adta ötödszülött fiát a megözvegyült örmény királynőhöz, I. Izabellához, I. Leó örmény király és Lusignan Szibilla ciprusi és jeruzsálemi királyi hercegnő lányához.

## Gyermekei
- Feleségétől, I. Izabella (1212/13–1252) örmény királynőtől, 8 gyermek:
  - Eufémia (Fimi) (–1309), férje Julien Beaufort (–1275), Szidón ura, 3 gyermek, többek között:
    - Szidoni Margit, férje II. Guido bübloszi úr (–1282), 4 gyermek, többek között:
      - Embriaco Mária (1274 előtt–1331), férje Ibelin Fülöp ciprusi udvarmester (1250/55–1318), 5 gyermek, többek között:
        - Ibelin Helvis (1307–1347), férje II. Henrik braunschweig-grubenhageni herceg (1289–1351), 7 gyermek, többek között:
          - Braunschweigi Fülöp (1332–1369), 1. felesége Dampierre-i Helvis (–1359 előtt), 2 gyermek, 2. felesége Ibelin Aliz ciprusi királyné (1304/06–1386), nem születtek újabb gyermekei, 2 gyermek az 1. házasságából, többek között:
            - (1. házasságából): Braunschweigi Helvis (1353/1354–1421/1422), férje I. (Lusignan) Jakab (1334–1398) ciprusi király: (1382–1398) és címzetes örmény király: (1393–1398), 14 gyermek, többek között:
              - I. Janus (1374/75–1432) ciprusi király és címzetes örmény király: (1398–1432)

  - Mária (–1310 után), férje Ibelin Guido (1235/40–1270 után/1289 előtt), Ibelin Baldvinnak, Ciprus udvarmesterének a fia, 2 gyermek
  - Rita, férje Konstantin (–1274), Szaravantikar ura, 1 fiú
  - Vacaghk (Rupen) herceg (fiatalon meghalt)
  - Leó  herceg (1236–1289), 1269-től II. Leó néven örmény király, felesége Küra Anna (–1285), IV. Hetum lamproni úr lánya, 14 gyermek a házasságából és 2 természetes leány, többek között:
    - Izabella (1276/77–1323), férje Lusignan Amalrik (1370/72–1310) ciprusi királyi herceg, Ciprus régense, Türosz ura, 6 gyermek, többek között:
      - Lusignan Mária (Ágnes/Amiota) (1293/94–1309), férje III. Leó (1289–1307) örmény király, gyermekei nem születtek
      - II. (Lusignan) Konstantin (1297/1300–1344) örmény király: (1342–1344), 1. felesége, Kantakuzéna N. (–1330/32) bizánci úrnő, nem születtek gyermekei, 2. felesége, Szürgiannaina Teodóra (1300 körül–1347/49) bizánci úrnő, 2 gyermek
      - Lusignan János (1306/07–1343), Örményország régense: (1341–1342), felesége N. N., 1 fiú+2 természetes fiú, többek között:
        - (Házasságon kívüli kapcsolatából): V. (Lusignan) Leó (1342–1393) örmény király: (1374–1375), felesége Soissons Margit (1345/50–1379/1381) ciprusi úrnő, 1 leány+3 természetes fiú

  - Szibilla hercegnő (1240 körül–1290), férje VI. Bohemond (1237–1275) antiochiai uralkodó herceg, 4 gyermek, többek között:
    - I. Lúcia (1265 körül–1299) címzetes antiochiai uralkodó hercegnő, Tripolisz grófnője, férje II. Narjot de Toucy (1250 körül–1293), Laterza ura, Durazzó főkapitánya, a Szicíliai (Nápolyi) Királyság tengernagya, 1 fiú:
      - Toucy Fülöp (1285 körül–1300)

  - Torosz (Theodórosz) (1244–1266), nem nősült meg, gyermekei nem születtek
  - Izabella (–1268/69)

### Korabeli forrás
- Neumann, Karl Friedrich (ford.): Vahram's Chronicle of the Armenian Kingdom in Cilicia, during the time of the Crusades, London, Oriental Translation Fund, 1831. URL: Lásd További információk

### Szakirodalom
- Rüdt-Collenberg, W. H.: The Rupenides, Hethumides and Lusignans: The Structure of the Armeno-Cilician Dynasties, Párizs, Klincksieck, 1963